# Grzegorz Milan
Grzegorz Milan (ur. 5 lipca 1850 w Besku, zm. 22 stycznia 1932 tamże) – rolnik, działacz ludowy (chłopski), poseł na Sejm Krajowy Galicji.

## Życiorys
Obrany posłem na Sejm Galicyjski VII kadencji 30 października 1896 roku z okręgu Sanok w miejsce zmarłego Jana Duklana Słoneckiego, zwyciężywszy właściciela dóbr Morawskiego. Kadencja Sejmu 1895–1901. Zamieszkały w Besku, gdzie był działaczem Stronnictwa Ludowego i pełnił funkcję wójta. 9 maja 1913 został członkiem komitetu powiatowego PSL w Sanoku.
Był działaczem Towarzystwa Pszczelniczo-Ogrodniczego w Sanoku. W grudniu 1896 został członkiem w wyborach do Rady c. k. powiatu sanockiego, wybrany z grupy gmin wiejskich i pełnił mandat w kolejnych latach, ponownie wybrany w 1903, ponownie wybrany w 1907. Jako delegat rady powiatowej zasiadał w Radzie Szkolnej Okręgowej w Sanoku od około 1897.
Jego żoną była Zofia, z domu Szafran (1852-1937). Miał synów Franciszka (ur. 1879), Stanisława (ur. 1888).

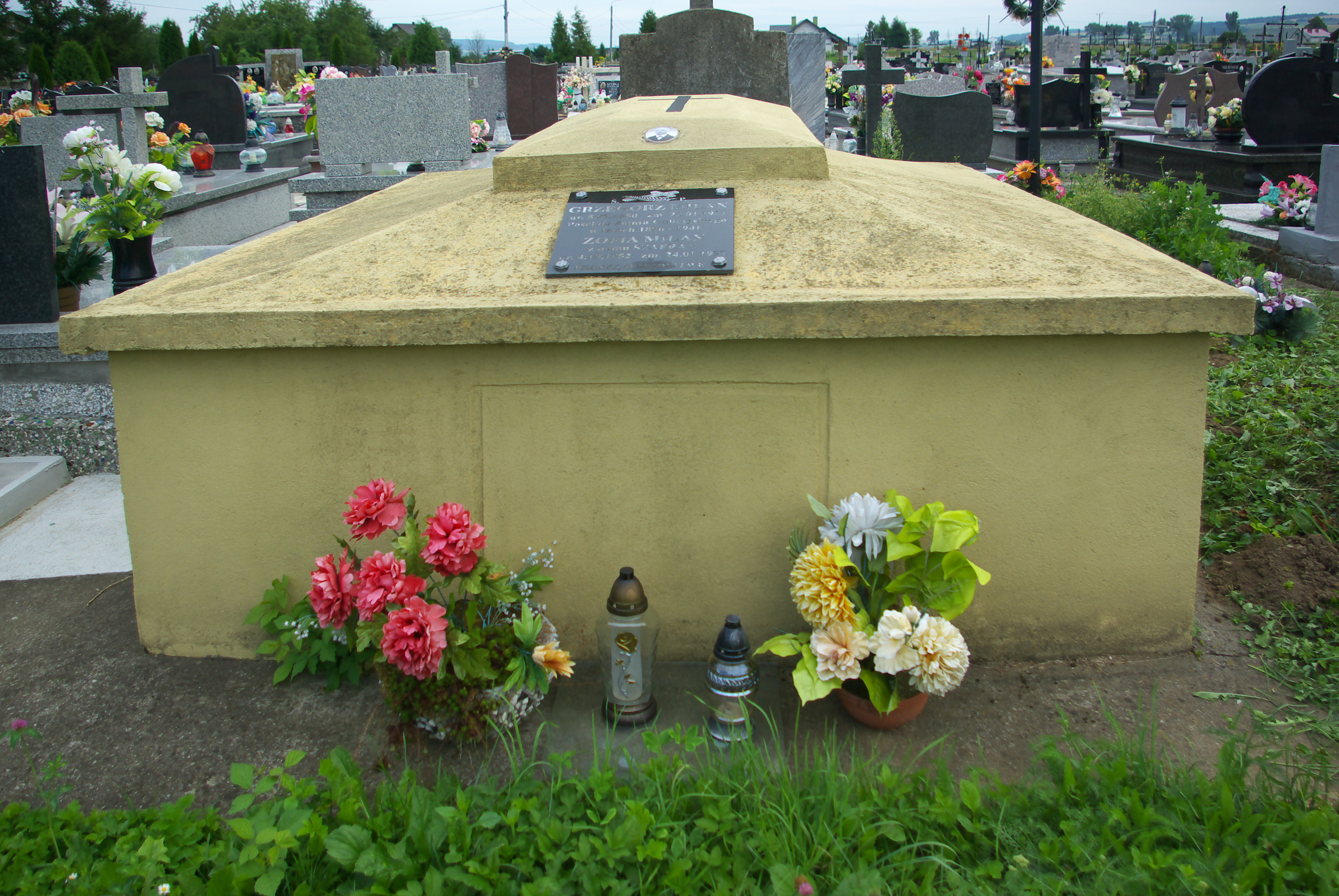
Grobowiec Grzegorza i Zofii Milanów na cmentarzu w Besku

Oboje zostali pochowani w grobowcu rodzinnym na cmentarzu w Besku.